# بادن پاول
بادن پاول (انگلیسی: Baden Powell (mathematician)؛ ۲۲ اوت ۱۷۹۶ – ۱۱ ژوئن ۱۸۶۰) یک دانشمند و الهی دان و از اعضای انجمن سلطنتی بریتانیا بود.